# Diospyros metcalfii
Diospyros metcalfii är en tvåhjärtbladig växtart som beskrevs av Woon Young Chun och H. Y. Chen. Diospyros metcalfii ingår i släktet Diospyros och familjen Ebenaceae. Inga underarter finns listade i Catalogue of Life.